# Manuela Machado
Maria Manuela Machado (nacida el 9 de agosto de 1963 en Viana do Castelo) es una exatleta portuguesa de larga distancia, cuyos mayores éxitos vinieron en la prueba de maratón, ganando dos medallas de oro en Campeonatos del Mundo y dos en Campeonatos de Europa.

## Biografía
Participó en la maratón de todos los grandes eventos entre 1990 y 2000. En su primera participación, en los Campeonatos de Europa de Split, terminó en 10.º lugar. Su primera medalla la consiguió en los Campeonatos Mundiales de 1993, celebrados en Stuttgart, al terminar en 2.ª posición. Obtuvo sendas medallas de oro en Helsinki y Goteborg, en los Campeonatos de Europa de 1994 y los Mundiales de 1995, respectivamente.
En el Campeonato del Mundo de 1997, disputado en Atenas, volvió a ganar una medalla de plata, al finalizar una dura maratón en 2.ª posición, por detrás de la japonesa Hiromi Suzuki. Al año siguiente, en Budapest, obtuvo una nueva medalla de oro en los Campeonatos Europeos.
Participó en los Juegos Olímpicos de Barcelona, Atlanta y Sídney, aunque no consiguió medalla en ninguno de ellos. Sí obtuvo diploma olímpico en 1992 y 1996, al terminar 7.ª en ambas pruebas (en Barcelona terminó 8.ª, pero la rusa Biktagirova, que fue 4.ª, fue descalificada por dar positivo). En 2000, fue 21.ª.
Representó al Sporting Clube de Braga. Su mejor marca personal la obtuvo en la Maratón de Londres de 1999, donde acabó tercera en su categoría, con un tiempo de 2:25:09. Machado continuó la exitosa racha de Portugal en la maratón, que Rosa Mota comenzó en los años 1980. La maratón femenina ha sido parte de los Campeonatos de Europa desde 1982, y hasta 2002, con la victoria de Maria Guida en los Campeonatos de Múnich, solo había habido vencedoras portuguesas.
Fue galardonada con el Premio Nacional del Deporte en 1998, otorgándosele el Trofeo Comunidad Iberoamericana.
El Estádio Manuela Machado, situado en la localidad de Viana do Castelo, fue nombrado en su honor.